# هروب من السجن

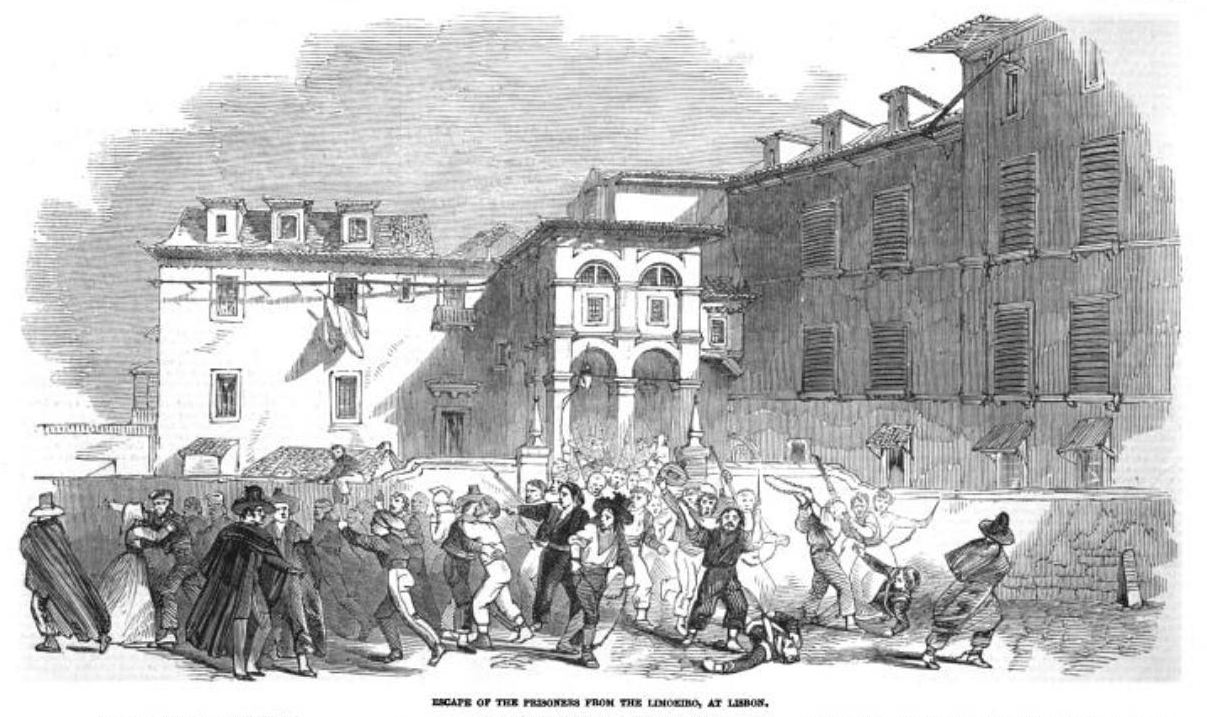
هروب سجناء من ليمويرو، في لشبونة، 29 أبريل 1847، أثناء حرب باتوليا الأهلية.

الهروب من السجن هو مُغادرة السجين للسجن بطرق غير قانونية. وفي العادة، عندما يحدث ذلك، تبذل السلطات جهداً لإعادة القبض على السجناء وإعادتهم مكان الاحتجاز. يُعدُّ الهروب من السجن جريمة جنائية في بعض البلدان، مثل الولايات المتحدة وكندا، ومن المحتمل جدًا أن يؤدي إلى إضافة مدة زمنية إلى مدة عقوبة السجين، فضلاً عن وضع السجين تحت إجراءات أمنية مشددة على الأرجح، في سجن شديد الحراسة أو سجن سوبرماكس. في ألمانيا، وعدد من الدول الأخرى، تعتبر الرغبة في الهروب من السجن طبيعة بشرية، ويعتبر انتهاكًا لحق الحرية، لذا فإن الهروب لا يعاقب عليه في حد ذاته (في غياب عوامل أخرى كالتهديد بالعنف أو العنف الفعلي أو الإضرار بالممتلكات).
تستخدم العديد من السجون ميزات أمنية لمنع الهروب، مثل الدوائر التلفزيونية المغلقة، وأجهزة الاستشعار المحيطة، والنوافذ ذات القضبان، والجدران العالية، والأسلاك الشائكة، والشرائط الشائكة، والسياج الكهربائي. وحتى المعالم الجغرافية الطبيعية يمكن أن تلعب أدوارًا مهمة في منع عمليات الهروب؛ حيث إنه تاريخيًا، قد تم اختيار الجبال والجزر كأماكن مثالية لبناء السجون، نظرًا لأهميتها في خلق عزلة إقليمية عن العوالم الخارجية.

## طُرق الهروب
تم استخدام العديد من الأساليب للهروب من السجون مع مرور الوقت. تم تنفيذ العديد من عمليات الهروب بنجاح من قبل السجناء الذين اخترعوا أساليبهم الخاصة. غالبًا ما يتم تصحيح نقاط الضعف التي يتم اكتشافها أثناء هروب السجناء في العديد من السجون حول العالم لمنع عمليات الهروب المستقبلية بطريقة مماثلة. وهذا يقود السجناء إلى إيجاد طرق جديدة.
نظرًا لأن السجناء عادةً ما يكون لديهم الكثير من الوقت الذي لا يفعلون فيه شيئًا، فإن هذا يمنحهم الكثير من الوقت للتفكير، مما يسمح لهم بوضع الخطط واكتشاف طرق للهروب.
فيما يلي الأساليب التي يستخدمها السجناء عادةً أثناء الهروب. وفي بعض الحالات، يتم استخدام مزيج من هذه الأساليب.

### هروب الزنزانة (Cell escape)
بينما يُسمح لبعض السجناء بالخروج من زنازينهم في بعض الأحيان، يظل آخرون محبوسين في زنازينهم معظم الوقت، وخاصة أولئك الذين يقبعون في الحبس الانفرادي. يجب على العديد من السجناء المحتجزين في زنازينهم إيجاد طرق للخروج من الزنازين. حتى أولئك الذين يُسمح لهم بالخروج من زنازينهم في بعض الأحيان لا يزال لديهم خطط تتضمن الهروب من زنازينهم.
يحدث هروب الزنازين إما من خلال الباب، أو النافذة، أو الضوء، أو نظام التهوية، أو عن طريق تحطيم الجدران، أو عن طريق حفر الأنفاق تحت الأرض.
وقد هرب بعض السجناء عن طريق فتح أقفال زنازينهم، أو إنشاء مفاتيح لزنزاناتهم، أو نشر قضبان الأبواب أو النوافذ، أو نحت الجدران، أو كسر فتحة التهوية.

### اختراق الاحتواء (Containment penetration)
يتضمن اختراق الاحتواء المادي للسجن أو الانزلاق عبره، بما في ذلك الزنزانة نفسها أو المجمع المحيط بها. وتشمل الأساليب تدمير جدران الخلايا أو المجمع، أو الضغط عبر المساحات الضيقة، أو الدخول إلى مناطق محظورة. غالبًا ما يقوم السجناء بتدمير مكان احتجازهم باستخدام أدوات محلية الصنع أو أشياء مهربة أو غيرها من المواد المهربة.
معظم السجون محاطة من الخارج بسياج واحد أو أكثر، وغالبًا ما تعلوها أسلاك شائكة أو شرائط شائكة. يتمكن الهاربون من تسلق هذه الأسوار بنجاح أو يُحدثون ثقوبا في الأسوار مما يؤدي إلى إتلافها. تتم مراقبة هذه الأسوار أيضًا من قبل واحد أو أكثر من الحراس من البرج، لكن الهاربين يتمكنون من تجاوز السياج عندما يتم إبعاد الحارس، أو يكون غير قادر على الرؤية في الظلام، أو بسبب النوم أثناء العمل. خارج الأسوار غالبًا ما تكون هناك دورية محيطية يقوم بها ضابط في مركبة تقف كخط الدفاع الأخير. يتمكن الهاربون من التهرب من ذلك من خلال دراسة المدة الزمنية بين التمريرات، أو الانتظار حتى يصلوا إلى الجانب الآخر، أو استخدام غطاء الظلام.
هناك طريقة غير شائعة تم استخدامها في بعض الأحيان تتضمن حفر نفق أسفل المنشأة يخرج خارج المنشأة.

### القوة البدنية
تتضمن القوة البدنية مهاجمة الحراس بقوة حادة، أو أسلحة محلية الصنع، أو أسلحة مهربة، أو أسلحة مسروقة من حراس متغلبين.
تتضمن بعض عمليات الهروب قيام سجين واحد أو أكثر بالاستيلاء على وحدة أو قسم كامل من السجن وإخضاع الحراس وسرقة الأسلحة أو الأشياء الأخرى التي يمكنهم استخدامها لصالحهم.

### الخداع
قد يشمل الخداع خداع واحد أو أكثر من الحراس للاعتقاد بأن السجين مخول بمغادرة السجن لسبب مشروع، أو أن يتنكر السجين في هيئة عامل أو مدني يمكنه الخروج من السجن دون إثارة الشكوك، أو خلق خدعة لتضليل الحراس
في بعض حالات الهروب، يقوم السجناء ببناء دمى مؤقتة لجعل الحراس يعتقدون أنهم في زنازينهم، عادة في السرير، عندما لا يكونون كذلك. وهذا يمكّن السجناء من الحصول على السبق من السجن قبل أن يكتشف الحراس أنهم في عداد المفقودين بالفعل. عادة ما يتم تصنيع هذه الدمى بطريقة بدائية للغاية، وغالبًا ما تستخدم شعر النزيل أو شخص آخر، وأحذيته، ومواد متنوعة للحشو، مخبأة تحت بطانية لإعطاء المظهر بوجود جسد.

### استغلال نقاط الضعف
اكتشاف الثغرات في أمن المنشأة والاستفادة منها. وقد يشمل ذلك اكتشاف المشكلات الأمنية التي تم التغاضي عنها، أو الاستفادة من الحراس الذين لا يتبعون السياسات أو الإجراءات، أو لا يقومون بعملهم بشكل صحيح.

### استغلال الفساد
استغلال الخطأ المتعمد من جانب موظفي السجن. وقد يشمل ذلك استخدام الأسلحة أو غيرها من المواد المهربة من قبل الموظفين، أو تلقي المساعدة من الموظفين الذين يقدمون المساعدة بسبب مبادرتهم الشخصية أو عن طريق وسائل التعويض الأخرى.

### الفشل في العودة
يُسمح لبعض النزلاء ذوي الإجراءات الأمنية الأقل بمغادرة السجن مؤقتًا بناءً على الشرف الذي سيعودون إليه. ويشمل ذلك أولئك الذين يغادرون للعمل خارج المنشأة أو الإجازات التي تسمح بالوقت بالخارج لفترات من الوقت.

### الهروب من خارج المنشأة
ويكون ذلك عندما يتم نقل السجناء لأداء واجبات العمل، أو التنقل بين المرافق، أو حضور جلسات المحكمة، أو العلاج في المستشفى أو المواعيد الطبية، وأسباب أخرى.

### مساعدة خارجية
تلقي المساعدة من شريك خارج أسوار السجن، بما في ذلك أولئك الذين يوفرون توصيلة للنزيل، أو تهريب البضائع المهربة كزائرين، أو استخدام طائرات الهليكوبتر، من بين وسائل أخرى.
عندما يتم تهريب مادة محظورة، يمكن أن يتم تسللها أو رميها من فوق السياج من الخارج، أو إخفائها في هدية للنزيل بشكل قانوني، أو تخطيها من قبل ضباط الأمن الفاسدين. وفي بعض الحالات، يكون الموظفون هم أنفسهم مصدر التهريب.

### الهروب من سجون الجزيرة
الهروب من سجن الجزيرة يجلب تحديًا آخر يتمثل في عبور المياه إلى الأرض ا
ة

## الوقاية
يشمل منع الهروب من السجن الإجراءات الأمنية العديدة المعمول بها. ويعتمد عدد التدابير المستخدمة ونوعيتها على المستوى الأمني والمؤسسة المحددة. بعض التدابير الوقائية هي:

### الجانب الهيكلي

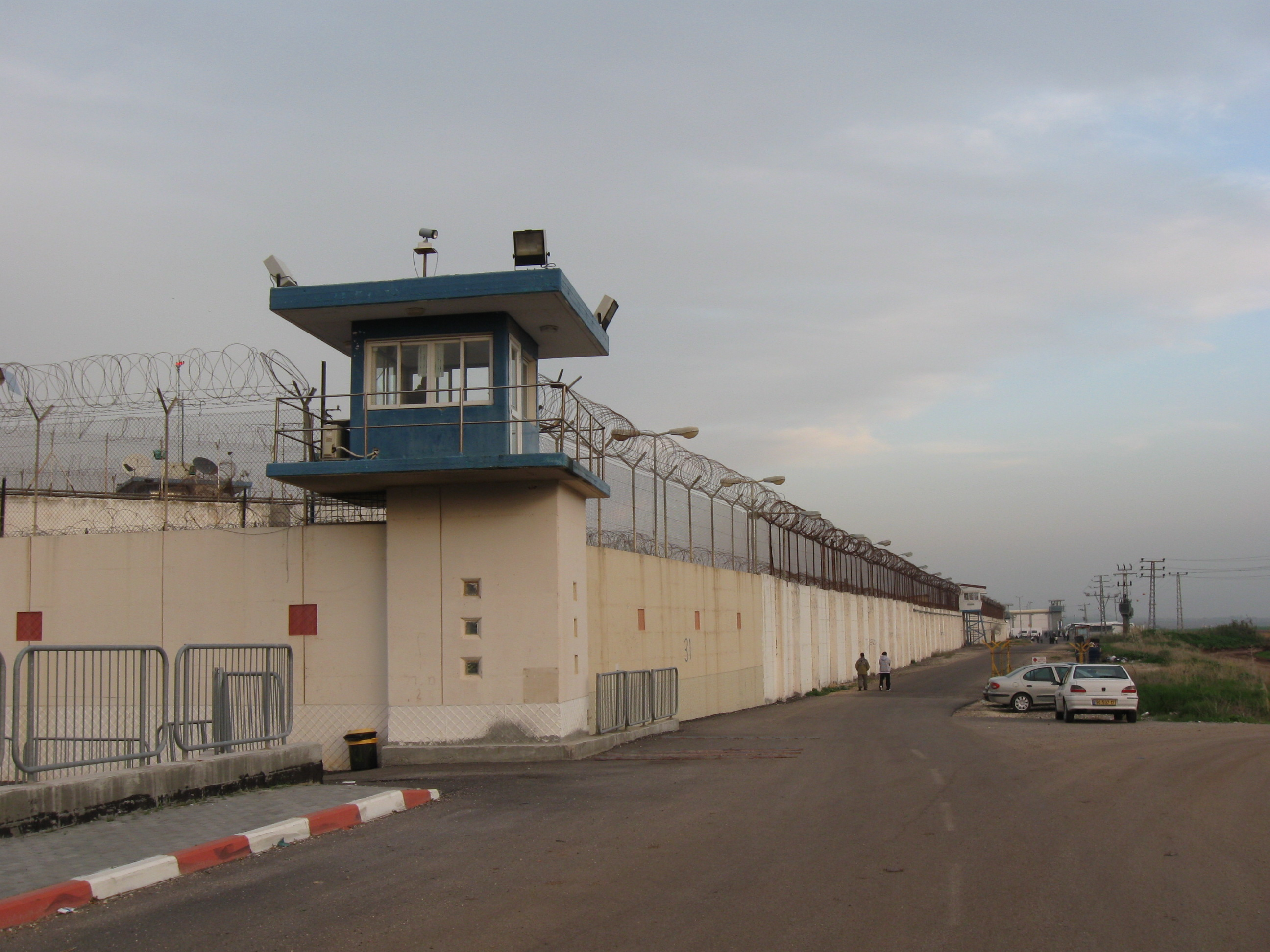
غالبًا ما تتميز السجون بسمات هيكلية مثل الأسلاك الشائكة وأجهزة استشعار الحركة والجدران العالية وأبراج الحراسة لمنع الهروب.

- واحد أو أكثر من الأسوار المحيطة بالمنشأة
- أسلاك شائكة أو شرائط شائكة فوق الأسوار المحيطة بالمنشأة
- أسلاك شائكة على الأرض بين الأسوار، مما يجعل التواجد في هذه المنطقة خطيرًا وربما مميتًا
- أبواب مقفلة متعددة بين أقسام الزنازين والمخرج
- تكون نوافذ الزنازين ضيقة جدًا بحيث لا يمكن لجسم الإنسان أن يدخلها؛ غالبًا ما يتم تركيب قضبان حديدية

### وضع الحرس

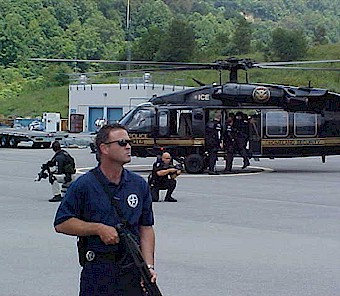
خدمة المارشالات الأمريكية يراقبون نقل السجناء لمنع الهروب

- الجولات: يقوم الحراس داخل المنشأة بجولات لفحص النزلاء على فترات زمنية محددة
- المراقبة بدوام كامل: تتم مراقبة السجناء ذوي الخطورة العالية دون توقف على مدار الساعة بشكل فردي
- أبراج الحراسة: يمكن للحراس الموجودين في الأبراج الموجودة في زوايا المجمع مراقبة حواف المنشأة وغالباً ما يُسمح لهم باستخدام القوة المميتة ضد الهاربين
- دورية محيطية: يقوم حارس في سيارة بتطويق المجمع من الخارج لرصد هروب النزلاء

### التكنولوجيا
- تسمح كاميرات المراقبة للحراس بمراقبة مناطق المجمع دون التواجد فعليًا
- توفر الإضاءة الأمنية رؤية ليلية للمناطق الخارجية، بما في ذلك المداخل وساحات التمارين الرياضية والسياج المحيط
- تقوم أجهزة الإنذار أو الترددات اللاسلكية المدفونة بتنبيه الأمن إذا اقترب أحد النزلاء من السياج أو دخل إلى منطقة معقمة (منطقة محمية، مثل المسافة بين زوج من الأسوار المتوازية، والتي لا يُسمح للنزلاء بدخولها).
- تكتشف الكاميرات الحرارية العلامات الحرارية ويمكنها إخطار الحراس في حالة وجود نزيل (أو أي شخص آخر غير مصرح له) في منطقة محظورة أو يتحرك نحو السياج
- تحليلات الفيديو التي تكتشف وتتتبع وتصنف الأشخاص والأشياء والمركبات القريبة من المحيط
- تعمل أجهزة الإنذار أو الطنانات الكهربائية أو صفارات الإنذار على تنبيه الحراس إلى ما إذا كانت هناك أي أبواب أو بوابات مفتوحة، مما يدل على احتمال حدوث خرق
- تصدر أنظمة كشف التسلل المحيطي إنذارًا في حالة تسلق الأسوار أو قطعها. توفر بعض الأنظمة أيضًا للحراس تعليقات صوتية حية[3]

### الروتين اليومي
- يتم إحصاء الأشخاص في أوقات محددة للتأكد من أن عدد النزلاء في المنشأة يطابق العدد المسجل
- تفتيش الزنازين للتأكد من عدم وجود مواد مهربة لدى النزلاء يمكن استخدامها للمساعدة في الهروب أو ارتكاب أعمال عنف ضد الحراس أو النزلاء الآخرين

## العقاب
في بعض الولايات القضائية، بما في ذلك الولايات المتحدة، يعد الهروب من السجن جريمة جنائية. في فيرجينيا، على سبيل المثال، تعتمد عقوبة الهروب على ما إذا كان الجاني قد هرب باستخدام القوة أو العنف أو إشعال النار في السجن، ومدى خطورة الجريمة التي سُجن بسببها.
في روسيا، يعد الهروب من السجن جريمة يمكن أن تؤدي إلى إضافة ما يصل إلى أربع سنوات إلى عقوبة السجين.
في بلجيكا، وألمانيا وهولندا والسويد والنمسا وبلدان أخرى، ترى فلسفة القانون أن الرغبة في الهروب تدخل ضمن الطبيعة البشرية. في تلك البلدان، لا يتم توجيه اتهامات للهاربين الذين لا ينتهكون أي قوانين أخرى ولا تتم إضافة أي وقت إضافي إلى عقوبتهم.